# Донецько-Грушевське акціонерне товариство кам'яновугільних та антрацитових копалень

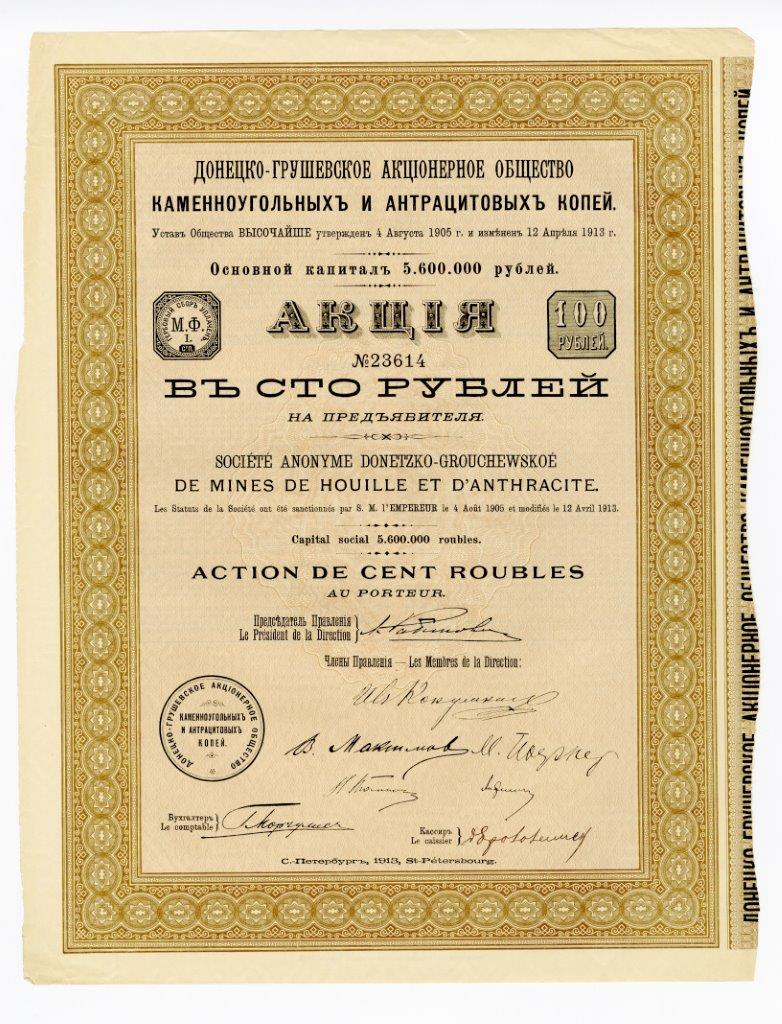
Акція у 100 руб. на пред'явника Донецько-Грушевського акціонерного товариства кам'яновугільних та антрацитових копалень з основним капіталом у 5,6 млн.руб. С.-Петербург, 1913

"Грушевський антрацит", що спочатку називалося, "Донецько-Грушевське акціонерне товариство кам'яновугільних і антрацитних копалень" створено в 1905 і займалося розробкою антрацитових копалень, розташованих поблизу м. Олександрівська-Грушевського (Область Війська Донського, Черкаський округ) та кам'яним вугіллям на підставі Найвище затвердженого 4 серпня того року Статуту. Після затвердження внесених до Статуту змін 2 квітня 1913 отримало свою остаточну назву, під якою і проіснувало аж до переходу у власність РРФСР.  на підставі декрету РНК від 28 червня 1918 "Про націоналізацію найбільших підприємств..." 
У 1911-1916 з ініціативи товариства у Західному Донбасі проводилися системні геологорозвідки, які вказали на основний пласт т. зв. «Гришинського» почту вугілля, що розробляється на Новоекономічному руднику Товариства.
Для забезпечення безперебійної роботи копальні до 1913 прокладена вузькоколійка (т. зв. "Дековілєвський шлях") від проммайданчика до станції Гришино).
Основний капітал, що спочатку становив 2 млн. руб., після реорганізації компанії в 1913 доведений до 5,6 млн. руб. Правління Товариства засідало в Санкт-Петербурзі (вулиця Конюшенна 29), головна контора перебувала у Ростові-на-Дону.
З 1914 Товариство входило до складу концерну великого російського підприємця М. А. Второва.